# Ardo Kreek
Ardo Kreek (wym. [ˈɑrdo ˈkreːk]; ur. 7 sierpnia 1986) – estoński siatkarz, reprezentant kraju, grający na pozycji środkowego. 

## Sukcesy klubowe
Mistrzostwo Estonii:
- 2007, 2008, 2009
- 2004
- 2005, 2006

Puchar Estonii:
- 2006, 2007

Puchar Challenge:
- 2012

Mistrzostwo Francji:
- 2016
- 2013, 2014, 2015

Superpuchar Francji:
- 2013

Puchar CEV:
- 2014

## Sukcesy reprezentacyjne
Liga Europejska:
- 2016
- 2021

## Nagrody indywidualne
- 2015: Najlepszy blokujący Ligi Europejskiej